# فابین چودات
فابین شودا (فرانسوی: Fabienne Chaudat‎؛ زادهٔ ۱ ژوئیهٔ ۱۹۵۹) هنرپیشه اهل فرانسه است. وی از سال ۱۹۸۵ میلادی تاکنون مشغول فعالیت بوده‌است.
از فیلم‌ها یا برنامه‌های تلویزیونی که وی در آنها نقش داشته‌است می‌توان به سرنوشت شگفت‌انگیز املی پولن، چقدر منو دوست داری؟، داستان زنان، انتقام تفنگداران و بهترین دوست من اشاره کرد.